# Deposito a risparmio
Il deposito a risparmio è la forma più tradizionale di raccolta del risparmio da parte delle banche. Destinato essenzialmente ai privati, il deposito a risparmio viene utilizzato soprattutto come destinazione temporanea del denaro, onde evitare la custodia personale di somme anche consistenti in contanti, in attesa di un utilizzo dello stesso, sia per le necessità quotidiane che per eventuali investimenti in forme diverse più redditizie.

## Caratteristiche principali
Il deposito a risparmio è caratterizzato solitamente dalla presenza, per la registrazione delle operazioni effettuate, del cosiddetto libretto, un documento rilasciato dalla banca al depositante sul quale vengono registrate progressivamente le diverse operazioni e la cui presentazione allo sportello è necessaria per l'effettuazione delle operazioni bancarie.
Un libretto a risparmio può essere sia nominativo che al portatore:
- nel caso di un libretto nominativo, lo stesso riporta le generalità di uno o più titolari, i quali sono i soli ad avere facoltà di operare (salvo il caso in cui sia stata concessa una delega ad un terzo), e contempla la possibilità di stabilire limiti operativi, quali ad esempio la necessità della firma congiunta di più titolari, ovvero di uno dei titolari e di almeno uno degli altri, essendo strettamente necessaria la presenza del primo.
- nel caso di un libretto al portatore, lo stesso può essere distinto dagli altri, oltre che da un numero progressivo assegnato dalla banca, anche da una denominazione, che può anche essere di fantasia; l'operatività in questo caso è consentita a chiunque presenti materialmente allo sportello il libretto stesso. Nei libretti al portatore  l'importo non potrà essere pari o superiore a 1.000,00 euro (DL 6.12.2011 n. 201)

Pur essendo stato concepito per l'utilizzo da parte delle persone fisiche, è consentita l'intestazione nominativa di un deposito a risparmio anche ad enti e società regolarmente costituiti (persone giuridiche).
Un deposito a risparmio può essere libero oppure vincolato:
- un deposito libero presenta una possibilità illimitata di operare da parte del titolare o del portatore, senza alcun limite che non sia quello dell'effettiva disponibilità.
- un deposito vincolato appone sulle somme depositate un vincolo temporale, ovvero la necessità che i fondi rimangano depositati per un certo lasso di tempo prima di poter essere prelevati dal titolare o dal portatore; a fronte di questa limitazione, le banche concedono un tasso d'interesse superiore a quello sul deposito libero.

Contrariamente al conto corrente di corrispondenza, il deposito a risparmio non contempla la possibilità di emettere assegni a valere sulla disponibilità, e non consente di operare, anche solo con sconfinamenti temporanei, in maniera tale da rendere negativo il saldo contabile del deposito.

## Operatività moderna
Pur avendo mantenuto la gran parte delle proprie caratteristiche storiche, il deposito a risparmio ha avuto a partire dagli anni settanta una certa evoluzione, onde poter meglio andare incontro alle mutate necessità della clientela bancaria.
In particolare:
- è stato progressivamente consentito il deposito di assegni tratti a favore del titolare, sempre con la clausola del salvo buon fine, contrariamente a quanto avveniva in passato quando l'operatività era consentita esclusivamente per contanti.
- accanto a questo, è stata attivata la possibilità di ricevere bonifici accreditati sul deposito stesso e registrati sull'apposito libretto in un momento successivo, ovvero alla prima presentazione dello stesso allo sportello; tipico esempio di questo tipo di utilizzo è l'accredito della retribuzione o della pensione.
- è possibile inoltre utilizzare il deposito a risparmio per l'addebito periodico di pagamenti ripetitivi, quali utenze, rate di finanziamenti o canoni di locazione.
- è stata estesa anche ai depositi a risparmio la possibilità di essere utilizzati come base tecnica per altre operazioni bancarie, in particolare operazioni in titoli: l'acquisto e la vendita di titoli (quasi sempre ad esclusione delle azioni), il ricevimento del controvalore del titolo all'atto del rimborso o delle cedole periodiche rappresentative degli interessi, richiede ad oggi la presenza di un rapporto bancario d'appoggio, essendo ormai la quasi totalità dei titoli dematerializzati, ossia non esistendo più il titolo cartaceo rappresentante la quota di una società per azioni (azione) oppure la quota di un debito contratto da un'emittente (obbligazione).